# Reinhardtia koschnyana
Reinhardtia koschnyana är en enhjärtbladig växtart som först beskrevs av Hermann Wendland och Carl Lebrecht Udo Dammer, och fick sitt nu gällande namn av Karl Ewald Maximilian Burret. Reinhardtia koschnyana ingår i släktet Reinhardtia och familjen Arecaceae. Inga underarter finns listade i Catalogue of Life.